# Argaside
Argasidele (Argasidae), numite și căpușe moi, este o familie de căpușe hematofage, care parazitează temporar pe pielea reptilelor, păsărilor, mamiferelor și oamenilor; unele din ele servesc ca vectori  pentru agenții patogeni (virusuri, bacterii, filarii), care provoacă zoonoze la animalele sălbatice și domestice (pesta porcină africană, avortul epizootic) și la om (febra recurentă de căpușă, febra Q). Familia argaside include 190 specii, din care 2 specii se întâlnesc în România: Argas persicus și Argas reflexus, ambele parazite la păsări. Argasidele sunt lipsite de scuturi chitinoase dorsale și ventrale la ambele sexe și au cuticula netedă și pieloasă (de unde denumirea de căpușe moi). Capitulul este situat subterminal ventral, cu excepția larvelor, la care rostrul este situat terminal anterior. Nu au ventuze la picioare, cu excepția stadiului larvar, care poate poseda ventuze rudimentare. Stigmatele respiratorii sunt mici și greu vizibile și se găsesc lateral ventral la nivelul dintre a 3-a și a 4-a pereche de picioare. Ochii lipsesc de regulă, dacă sunt prezenți, se află pe fața ventrală. Argasidele au un parazitism temporar, foarte scurt. Ele au obiceiuri de ploșniță și își atacă gazda în timpul somnului. Ziua trăiesc ascunse în diverse crăpături și ascunzișuri, din care ies numai noaptea pentru a ataca și a suge sânge, rămânând doar o scurtă vreme în contact cu gazda aleasă (câteva ore), după care se refugiază din nou în ascunzișurile lor, aflate în clădirile fermelor, grajduri, cuiburi de animale etc. Atât nimfele, cât și adulții pot suporta foarte mult inaniția, chiar mai mulți ani.  Argasidele depun ouă în mai multe etape, în cantitate de cel mult 150 la o depunere. După depunere, femela nu moare, ci continuă să se hrănească, pentru a depune noi loturi de ouă. Din larve, după năpârlire, va rezulta nimfa și în acest nou stadiu pot urma mai multe năpârliri din care rezultă nimfă de gradul 2 sau chiar de gradul 8. Din ultimul stadiu nimfal vor ieși adulții. Majoritatea argasidelor au două stadii nimfale; dar la unele specii s-au întâlnit până la opt stadii. Copulația nu se face pe corpul gazdei în timpul în care femela se hrănește, ci se face în mediul extern.

## Morfologia externă
Argasidele au o lungime de 8-13 mm și sunt în general ceva mai mari decât ixodidele. Căpușele argaside adulte sunt turtite dorsoventral, și au de obicei o formă rotunjită sau ovalară, atenuată anterior. Chiar când sunt sătule ele își păstrează aparența lor, turtită dorsoventral. Prezintă pe ambele fețe numeroase fosete de diferite mărimi. Ornitodorii (Ornithodoros) au de multe ori o formă subcvadrangulară alungită.
Tegumentul este mamelonat (zbârcit), de obicei acoperit cu tuberculi mici (mammillae) sau cu granulații, care formează desene cuticulare variate și caracteristice de specie. Pe fața ventrală se găsesc șanțuri adânci. Spre deosebire de căpușele ixodide (căpușele tari),  argasidele sunt lipsite de scuturi chitinoase la ambele sexe, atât pe fața dorsal, cât și pe cea ventrală, de aceea argasidele se mai numesc și căpușe moi. La unele specii de argaside fața dorsală este scuamoasă (formând un pseudoscut).
Corpul este împărțit într-o regiune anterioară, capitulul, și o regiune posterioară, idiosoma. Capitulul, se compune dintr-o regiune posterioară, baza capitulului, și o regiune anterioară, piesele bucale (rostrul) care sunt formate din palpi, chelicere și hipostom. Capitulul (numit și gnatosomă sau pseudocap, cap fals) este situat subterminal anterior pe fața ventrală și nu este vizibil dorsal la nimfe și adulți. Această trăsătură a adulților și nimfelor disting căpușele moi de la căpușele tari (Ixodidae), însă larvele atât a căpușelor moi cât și a celor tari au capitulul terminal, care  depășește conturul anterior al corpului și care este clar vizibil dorsal. Baza capitulului este dispus într-o depresiune anterioară a corpului, numită camerostom. Palpii au patru segmente și sunt asemănătoare cu picioarele. Chelicerele  sunt puternice și tăioase și au niște teci netede, nedenticulate, cu dinți la vârfurile lor. Hipostomul este puțin denticulat și are dinți dispuși în mai multe rânduri longitudinale. Atât chelicerele, cât și hipostomul, penetrează pielea gazdei în timpul hrănirii căpușei. Unele specii de argaside au ochi, altele nu; când există ochi, ei sunt situați pe fața ventrală într-un șanț deasupra primei perechi de picioare (la ixodide, ochii, când există, sunt situați pe fața dorsală).
Nimfele și adulții argasidelor au patru perechi de picioare. Picioarele sunt compuse din șase segmente: coxa, trohanter, femur, tibie, metatars și tars. Coxele sunt sudate de podosomă. Cele patru perechi de picioare se termină cu o pereche de gheare,  care nu au o ventuză, spre deosebire de ixodide care posedă ventuze la gheare, în toate stadiile de evoluție. Cu toate acestea, larvele argasidelor posedă ventuze rudimentare.
Organele coxale (numite și glandele coxale) se deschid între bazele coxelor primei și celei de-a doua perechi de picioare și au o funcție osmoregulatoare. Stigmatele respiratorii au un diametru mic și se găsesc lateral ventral la nivelul coxelor între a 3-a și a 4-a pereche de picioare - deci mai anterior decât la ixodide, la care stigmatele respiratorii sunt situate după perechea a 4-a de picioare. La ixodide, ele se află pe peritreme mari, bine vizibile și de forme caracteristice. La argaside ele sunt mici și greu vizibile, iar peritremele lipsesc. La larvele subgenului Persicargas stigmatele sunt situate între prima și a doua pereche de picioare.
Orificiul genital este situat ventral, la femelă el este transversal, iar la mascul are formă de potcoavă. Dimorfismul sexual slab exprimat. Masculii și femelele sunt foarte asemănătoare și sunt, de obicei, greu de deosebit, cu toate că femelele îndopate cu sânge supt pot fi mult mai mari decât masculii, deoarece ele sug mai mult sânge. Nu este atât de important să se facă distincția între sexe, deoarece atât masculii cât și femelele se hrănesc cu sânge și, prin urmare, pot fi vectori ai unor boli.

## Anatomia internă
Argasidele sunt paraziți temporari dermotropi, hematofagi ai reptilelor, păsărilor, mamiferelor și ai omului. În timpul hrănirii, saliva, care conține de obicei anticoagulante puternice, este secretă de o pereche de glande salivare mari, asemănătoare cu strugurii; ea se scurge în jos din piesele bucale în pielea gazdei. Sângele supt al gazdei trece prin piesele bucale și esofagul îngust în stomac (intestinul mijlociu), care are numeroase diverticule ramificate. Ramurile laterale ale diverticulelor permit căpușei adulte să sugă cantități mari de sânge (de 6-12 ori mai  mari decât greutatea proprie), cea ce duce la o dilatare considerabilă a corpului căpușei.
Căpușele argaside au o pereche de organe coxale, care deși uneori sunt numite glande coxale, nu sunt glandulare; ele elimină excesul de fluide și săruri din sângele ingerat. Acest fluid este eliminat în afară prin mici orificii situate între bazele primelor două perechi de picioare. Atunci când o căpușa moale este infectată cu spirocheta febrei recurente de căpușă (Borrelia duttonii) multe dintre spirochetele din hemolimfă pătrund în organele coxale și sunt eliminate prin orificiile lor. Organele coxale sunt prezente numai la căpușele moi, la căpușele tari ele lipsesc.
Femelele căpușelor moi și tari au o structură specială, numită organul Géné, situat în fața intestinului mijlociu. În timpul ovipoziției el este scos afară printr-un mic orifiu deasupra capitulului și secretă o substanță cerată impermeabilă care acoperă ouăle, permițându-le să reziste la deshidratare, imersia în apă și alte condiții adverse ale mediului.

## Sistematica
Există mai multe clasificări a familiei argaside: clasificarea după școala de est sau de vest, după Camicas, după Klompen etc.
Clasificarea după școala de vest:
- Subfamilia Argasinae
  - genul Argas
    - subgenul Argas
    - subgenul Persicargas
    - subgenul Microargas
    - subgenul Carios
    - subgenul Chiropterargas
    - subgenul Secretargas
- Subfamilia Ornithodorinae
  - genul Otobius
  - genul Ornithodoros
    - subgenul Proknekalia
    - subgenul Alveonasus
    - subgenul Pavlovskyella
    - subgenul Ornamentum
    - subgenul Reticulinasus
    - subgenul Subparmatus

  - genul Antricola
    - subgenul Antricola
    - subgenul Parantricola

  - genul Nothoaspis